# Frederick Kent
Frederick Kent, född 1869, var en amerikansk bank- och finansman.
Kent blev 1909 vicepresident i Bankers trust company i New York och var 1917-18 guvernör i Federal reserve bank of New York, därefter ledare av och intressent i ett flertal av USA:s främsta bank- och finansinstitut. Kent innehade under första världskriget högsta kontrollerande myndighet över landets valutaaffärer och erhöll under den svåra bankkrisen i mars 1933 samma bemyndigande, tills valutaaffärerna kunde återupptas enligt normala grunder.